# 豊田ラッツ
豊田ラッツ（とよたラッツ）は、愛知県豊田市にあるショッピングセンターである。

## 概要
2012年に開業した小型SCである。スーパーマーケット、家電、スポーツ用品などの店舗が入ったSCである。国道153号線に面している。
施設自体は、三重交通グループの三交不動産が運営している。

## 歴史
- 2012年（平成24年）
  - 11月15日: 開業日が11月29日となる旨が発表される[1]。
  - 11月29日: 豊田ラッツ開業。バロー東新町店とスーパースポーツゼビオ豊田東新店がテナントとしてオープン。[2][3]
  - 11月30日: ヤマダ電機テックランド豊田東新店がオープン。[4]
- 2021年（令和3年）
  - 10月23日:バロー豊田東新町店リニューアルオープン。[5]
  - 11月13日:ヤマダ電機リニューアルオープン。[5]
- 2024年（令和6年）
  - 11月1日:買取大吉オープン。[5]

## 入居する店舗
基本的に出典は共通。営業時間も記載する。
- B1階
  - 地下駐車場
- 1階
  - バロー・・・平日10:00～21:00、休日9:30～21:00
  - ヤマダ電機・・・平日10:30～21:00、休日10:15～21:00
  - Ai-ney（美容室）・・・9:30〜19:30
  - セブン銀行[7]・・・9:30〜21:00
- 2階
  - スーパースポーツゼビオ・・・10:00～21:00
  - 買取大吉・・・10:00～19:00
  - 屋上駐車場

## アクセス

### 鉄道
- 名鉄三河線 豊田市駅・土橋駅より車で約8分。[6]

### 自動車
- トヨタ自動車元町工場から西（名古屋方面）に約0.5km。東名高速道路 豊田インターチェンジから北に約1km。[6]